# Улица Алека Манукяна
Улица Алека Манукяна (арм. Ալեք Մանուկյան փողոց) — улица Еревана, проходит в центральном районе Кентрон как продолжение улицы Исаакяна и за улицей Вардананц переходит в улицу Ерванда Кочара.
Ограничивает сквер — часть Кольцевого бульвара.
Названа в честь армянского общественного деятеля и предпринимателя, мецената, национального героя Армении Алекса Манукяна (1901—1996).

## История
В советское время носила имя Асканаза Мравяна (1886—1929), советского армянского партийного и государственного деятеля, с 1923 по 1929 год — заместителя председателя Совета Народных Комиссаров Армянской ССР.

## Достопримечательности
д. 1 — Ереванский государственный университет
д. 11/2 — Государственный институт физической культуры и спорта Армении
д. 5 — Дом радио (Общественное радио Армении)
Памятник Месроп Маштоц и Саак Партев
Бюст А. М. Горького (у д. 3)

## Галерея

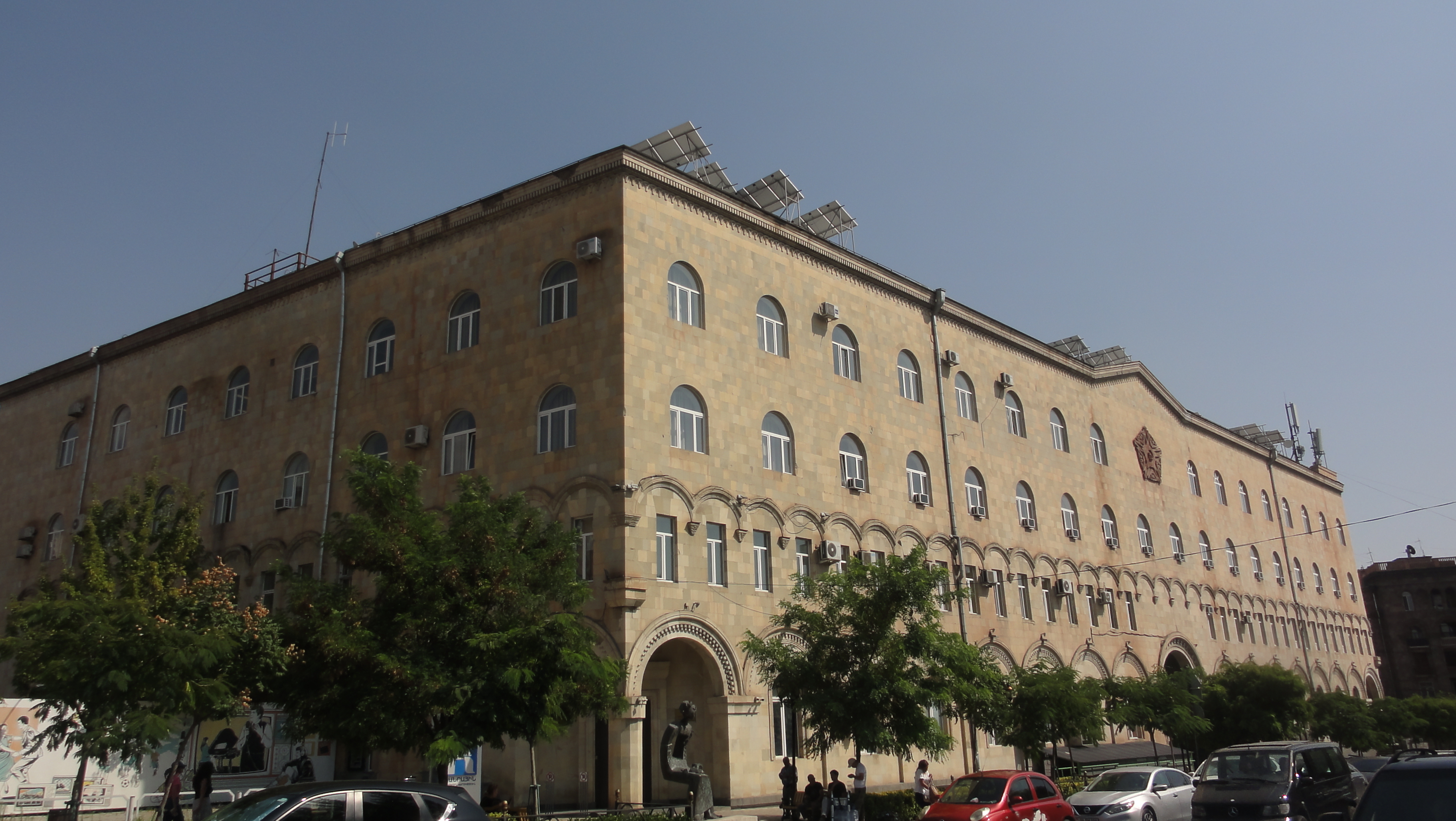
Дом радио
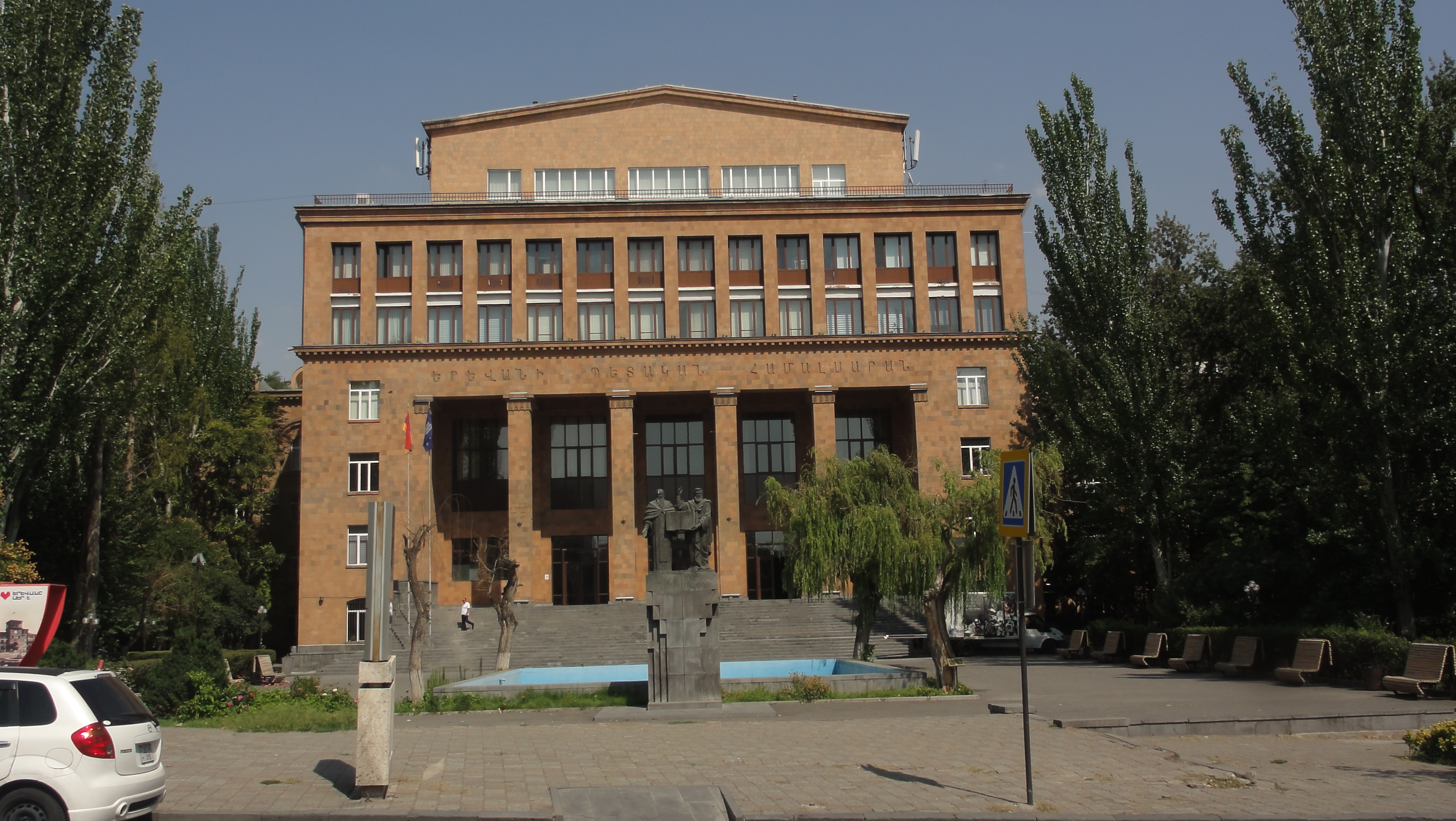
Ереванский государственный университет